# Nižné Temnosmrečinské pleso
Nižné Temnosmrečinské pleso (deutsch Unterer Smrečiner See oder Unterer Fichtensee, ungarisch Alsó-Fenyves-tó oder Alsó-Szmrecsin-tó, polnisch Niżni Ciemnosmreczyński Staw) ist ein Gebirgssee (genauer ein Karsee) auf der slowakischen Seite der Hohen Tatra, nahe der polnisch-slowakischen Grenze.
Er befindet sich im Tal Temnosmrečinská dolina (deutsch Fichtental) im Talsystem der Kôprová dolina und seine Höhe beträgt 1677 m n.m. Seine Fläche liegt bei 107.045 m², er misst 525 × 360 m und ist bis zu 38,1 m tief. Der Temnosmrečinský potok fließt durch den See, der nur knapp flussabwärts durch den 30 m hohen Wasserfall Vajanského vodopád fließt.

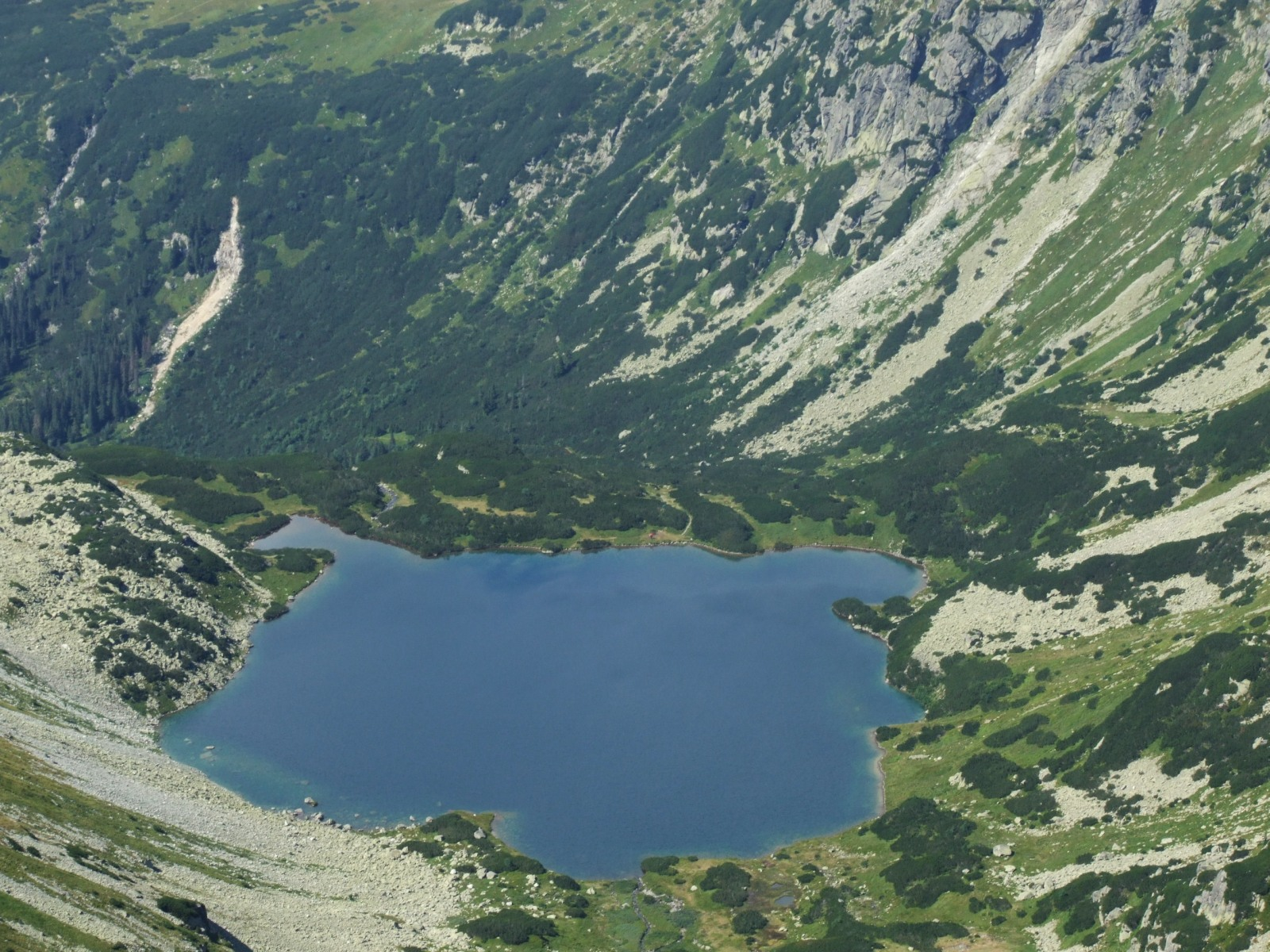
Der See vom Berg Kôprovský štít aus gesehen

Der See übernahm den Talnamen, der wiederum nach einem alten Fichtenwald, der wegen seiner Dichte und Höhe „dunkel“ (slowakisch temný) wirkt, benannt worden ist. Das Adjektiv nižné (Unter-, slow. n.) dient zur Unterscheidung vom höheren und kleineren See Vyšné Temnosmrečinské pleso. In der Vergangenheit trug der See den Namen Pribylinské pleso (deutsch Pribiliner See) nach der jahrhundertelangen Zugehörigkeit zur Gemeinde Pribylina unterhalb der Tatra. Polnische Raubschützen nannte die zwei Seen kollektiv Koprowe Stawy nach der Lage unterhalb des Bergs Kôprovský štít oder im Talkomplex der Kôprová dolina. In der ersten Hälfte des 19. Jahrhunderts erschien der Sammelname Temnosmrečinské plesá (Smrečiner Seen), erst später kam es zur Differenzierung beider Seen in diesem Tal. Besonders im Slowakischen waren mehrere Schreibvarianten vorzufinden, dazu gehören Nižné Smrečinské pleso, Dolné Temnosmrečinské pleso, Veľké Temnosmrečinovské pleso oder schlicht Nižné pleso oder Nižšie pleso.
Zum See gibt es nur den kurzen rot markierten Wanderweg von der Gabelung Pod Temnými smrečinami, weiter talabwärts geht es zur Gabelung Hlinská dolina, ústie auf einem grün markierten Wanderweg, der dort wiederum den blau markierten Wanderweg vom Abzweig Nad Bytom (Anschluss an den Wanderweg Tatranská magistrála) zum Sattel Vyšné Kôprovské sedlo trifft. Eine andere Möglichkeit ist vom Sattel Závory am grün markierten Wanderweg und vom Talkomplex der Tichá dolina. Direkte Wege aus Polen gibt es keine, ein früherer Wanderweg zum Grenzsattel Chałubińského brána ist offiziell nicht zugänglich.